# Синьчжу
Синьчжу́ (кит. 新竹, пиньинь Xīnzhú) —  город в северо-западной части Тайваня. Синьчжу называют «Город ветров» (кит. трад. 風城, пиньинь Fēngchéng, палл. Фэнчэ́н) за его ветреный климат.

## История
В 1626 году испанцы заняли северную часть острова, и испанские миссионеры появились в местечке Тек-Кхаме, где жили аборигены Тайваня — народность таокас. Когда в 1662 году Чжэн Чэнгун изгнал с острова европейцев и провозгласил на нём власть империи Мин, то эти земли вошли в состав уезда Тяньсин (天兴县), однако реальных структур административного управления за время существования государства семьи Чжэн на них создано не было. В 1683 году Тайвань был захвачен Цинской империей.
После того, как остров Тайвань был присоединён к империи Цин, на всей северо-западной трети острова был образован уезд Чжуло (諸羅縣); китайского население в этих местах в то время практически не было, в уезде проживали лишь местные аборигены. В 1691 году в эти места прибыли первые переселенцы из провинции Фуцзянь. В 1731 году из уезда Чжуло был выделен Даньшуйский комиссариат (淡水廳), власти которого с 1733 года разместились в этих местах.
Изначально Даньшуйский комиссариат был подчинён Тайваньской управе (臺湾府). В связи с ростом численности китайского населения Тайваня в 1876 году в северной части острова была образована новая Тайбэйская управа (臺北府), а Даньшуйский комиссариат был упразднён и его территория была разделена по реке Дацзя: северная часть перешла под непосредственное управление властей Тайбэйской управы, а в южной части (где ранее размещались власти комиссариата) был создан уезд Синьчжу (新竹縣). В 1887 году Тайвань был выделен в отдельную провинцию, а из уезда Синьчжу был выделен уезд Мяоли.
В 1895 году Тайвань был передан Японии, и японцы установили свою систему административно-территориального деления, которая по мере освоения ими острова претерпевала изменения. Уезд Синьчжу был поначалу ликвидирован, а его земли были включены в состав уезда Тайхоку (臺北縣). В 1901 году остров был разбит на 20 уездов-тё (廳), и эти места вошли в состав уезда Синтику (新竹廳). В 1920 году на Тайвань была распространена структура административного деления собственно японских островов, и были введены префектуры-сю (州) и уезды-гун (郡); уезды Тоэн (桃园廳) и Синтику были объединены в префектуру Синтику (新竹州), а эти места стали уездом Синтику (新竹郡) в её составе. 20 января 1930 года посёлок Синтику (新竹街) уезда Синтику был поднят в статусе, и стал городом Синтику (新竹市) префектуры Синтику.
После капитуляции Японии в 1945 году Тайвань был возвращён под юрисдикцию Китая; префектура Синтику стала уездом Синьчжу (新竹县), власти которого разместились в районе Таоюань, а город Синтику стал городом Синьчжу и перешёл в прямое подчинение властям провинции Тайвань.
В 1950 году произошла реформа административно-территориального деления, в результате которой на месте уезда Синьчжу и отдельного города Синьчжу были образованы уезды Синьчжу, Таоюань и Мяоли; город Синьчжу был понижен в статусе и подчинён властям уезда Синьчжу.
С 1 июля 1982 года город Синьчжу был вновь выделен из уезда Синьчжу и опять стал городом провинциального подчинения.

## Население
Согласно данным переписи населения, проведённой в апреле 2008 года, в Синьчжу проживает 404 109 человек. Находится на седьмом месте по численности населения среди городов Тайваня.

## Административное деление
Синьчжу разделен на 3 района:

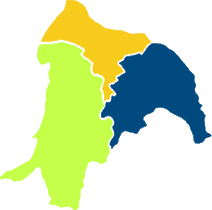
Административное деление города Синьчжу: ■ — Северный район, ■ — Восточный район, ■ — район Сяншань.

Северный (кит. трад. 北區, пиньинь Bei-qu) (площадь 15,73 км², население 142 624 человек), Восточный (кит. трад. 東區, пиньинь Dong-qu) (площадь 33,58 км², население 193 310 человек) и Сяншань (кит. трад. 香山區, пиньинь Xiangshan-qu) (площадь 54,85 км², население 71 453 человек).

## Экономика
Синьчжу является центром полупроводниковой и компьютерной промышленности Тайваня. Научный парк Синьчжу объединяет более 360 компаний, включая TSMC, Philips, United Microelectronics Corporation, Holtek, AU Optronics, Epistar, MediaTek. В результате этого город имеет самый высокий уровень дохода на Тайване.

## Достопримечательности
- Музей стекла (англ.)
- Зоопарк Синьчжу
- Восточные ворота Синьчжу
- Ночной базар у храма Ченгхуанг
- Экологическая ферма «Зелёный мир» (англ.)

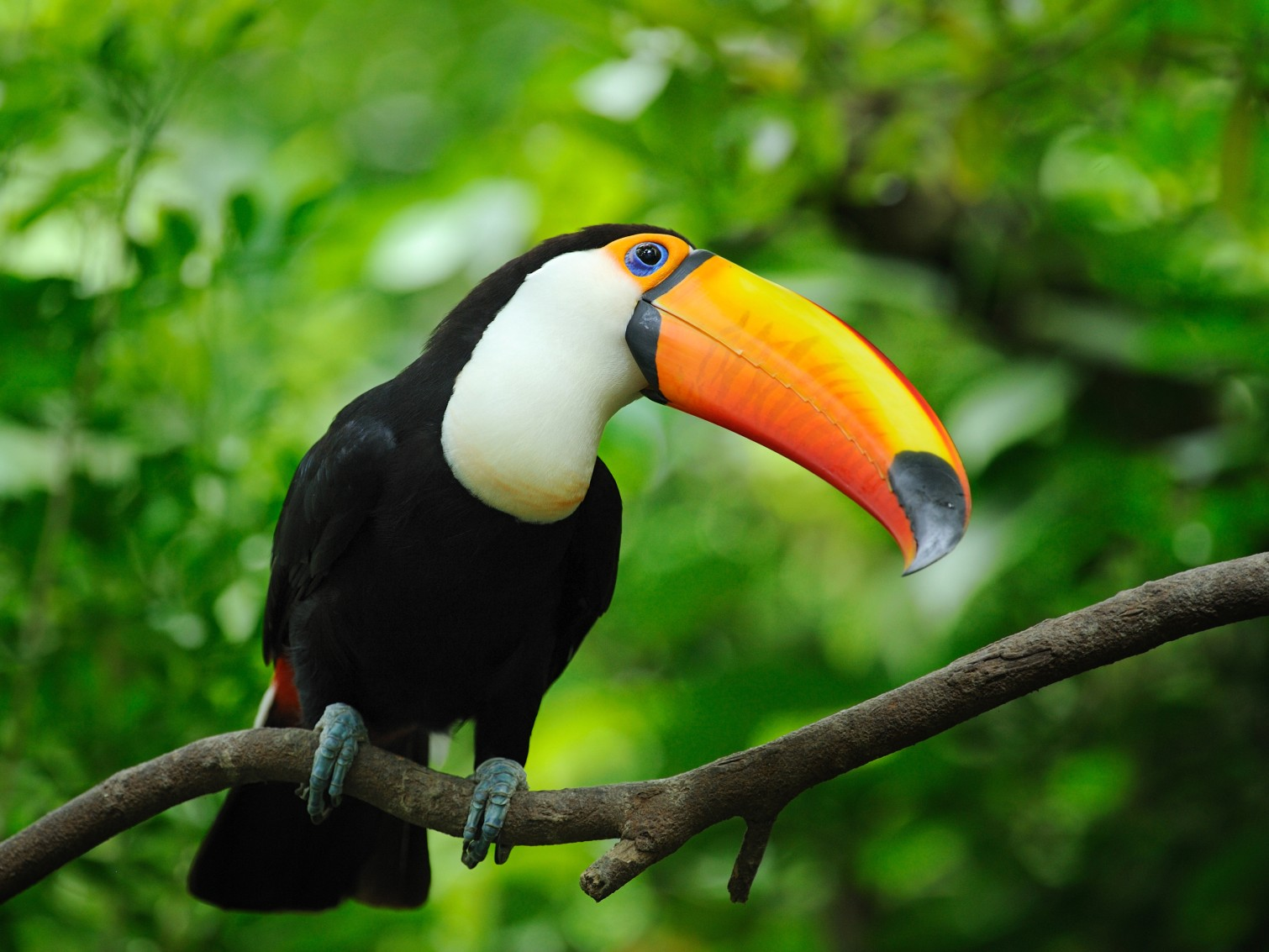
«Зелёный мир»

## Известные уроженцы
- Ли Юаньчжэ - лауреат Нобелевской премии по химии 1986 года.

## Города-побратимы
Внутри страны:
- Цзяи, Китайская Республика (2002)

За рубежом:
- Ричланд, США (1988)
- Бивертон, США (1988)
- Кэри, США (1993)
- Фэйрфилд[англ.], Австралия (1994)
- Купертино, США (1998)
- Окаяма, Япония (2003)
- Плейно, США (2003)
- Пуэрто-Принсеса, Филиппины (2006)